# 第十七号型掃海艇
| 第十七号型掃海艇 | 第十七号型掃海艇                                                            |
| ---------------- | --------------------------------------------------------------------------- |
| 第18号掃海艇     |                                                                             |
| 艦級概観         |                                                                             |
| 艦種             | 掃海艇                                                                      |
| 艦名             |                                                                             |
| 前級             | 第十三号型掃海艇                                                            |
| 次級             | 第七号型掃海艇 (3代)                                                        |
| 要目（竣工時）   |                                                                             |
| 排水量           | 基準：578トン 公試：700トン                                                 |
| 全長             | 72.50m                                                                      |
| 全幅             | 7.85m                                                                       |
| 吃水             | 4.55m                                                                       |
| 機関             | ロ号艦本式缶（混焼）2基 艦本式タービン2基 2軸、3,200馬力                    |
| 速力             | 19.0ノット                                                                  |
| 航続距離         | 12ノットで2,600海里                                                         |
| 燃料             | 重油：47トン 石炭：110トン                                                  |
| 乗員             | 94名                                                                        |
| 兵装             | 45口径三年式12cm砲 2門 13mm機銃 連装2基 九四式爆雷投射機1基 爆雷36個 掃海具 |
| 同型艇           | 2隻                                                                         |

第十七号型掃海艇（だいじゅうななごうがたそうかいてい）は日本海軍の掃海艇。同型艇2隻。

## 概要
当初は第十三号型掃海艇の第5、第6番艇として計画されていたが友鶴事件により設計を改め復元性能を改善した2隻。船体は若干小さくなり艦首形状はダブルカーブ型に戻された。機関は当初はレシプロを予定していたがタービンに変更された。ボイラーは前型同様に重油・石炭混焼缶2基を搭載している。
太平洋戦争には2隻とも参加、第18号は船団護衛中に敵機の攻撃を受け沈没、第17号は終戦時残存していたが触雷により損傷していたので復員輸送には使用されず、そのまま解体された。

## 大戦中の機銃増備
| 艇番号 | 25mm機銃 | 25mm機銃 | 電探    | 調査日        |
| 艇番号 | 連装     | 単装     | 電探    | 調査日        |
| ------ | -------- | -------- | ------- | ------------- |
| 第17号 | 1基      | 3挺      | -       | 1944年4月15日 |
| 第17号 | 2基      | 3挺      | 13号1基 | 1944年9月 1日 |
| 第18号 | 1基      | 3挺      | -       | 1944年3月20日 |

## 同型艇

### 第十七号掃海艇
1936年1月15日竣工（大阪桜島）。1945年8月2日鎮海で触雷損傷、1948年佐世保船舶工業（旧佐世保海軍工廠）で解体。

### 第十八号掃海艇
1936年4月30日竣工（三井）。1944年11月26日航空機の攻撃を受け沈没（海南島付近）。